# HD 65299
HD 65299，又名BD+84 169，SAO 1300、HR 3108，是一颗恒星，视星等为6.49，位于銀經129.27，銀緯29.15，其B1900.0坐标为赤經7h 53m 1.7s，赤緯+84° 29.15′ 50″。